# Каутин (провинция)
Провинция Каутин  (исп. Provincia de Cautín)  — провинция в Чили в составе области  Араукания.
Включает в себя 21  коммуна.
Территория — 18 839 км². Население — 752 100 человек (2017). Плотность населения — 39.92 чел./км².
Административный центр — Темуко.

## География
Провинция расположена  на юге области Араукания.
Провинция граничит:
- на севере — провинция Мальеко
- на востоке —  провинция Неукен (Аргентина)
- на юге —  провинция Вальдивия
- на западе —  Тихий океан

## Административное деление
Провинция включает в себя 21 коммуну:
- Темуко. Админ.центр — Темуко.
- Карауэ. Админ.центр — Карауэ.
- Чольчоль. Админ.центр — Чольчоль.
- Кунко. Админ.центр — Кунко.
- Курареуэ. Админ.центр — Курареуэ.
- Фрейре. Админ.центр — Фрейре.
- Гальварино. Админ.центр — Гальварино.
- Горбеа. Админ.центр — Горбеа.
- Лаутаро. Админ.центр — Лаутаро.
- Лонкоче. Админ.центр — Лонкоче.
- Мелипеуко. Админ.центр — Мелипеуко.
- Нуэва-Империаль. Админ.центр — Нуэва-Империаль.
- Падре-Лас-Касас. Админ.центр — Падре-Лас-Касас.
- Перкенко. Админ.центр — Перкенко.
- Питруфкен. Админ.центр — Питруфкен.
- Пукон. Админ.центр — Пукон.
- Сааведра. Админ.центр — Сааведра.
- Теодоро-Шмидт. Админ.центр — Теодоро-Шмидт.
- Тольтен. Админ.центр — Тольтен.
- Вилькун. Админ.центр — Вилькун.
- Вильяррика. Админ.центр — Вильяррика.